# Lewiston–Queenston Bridge

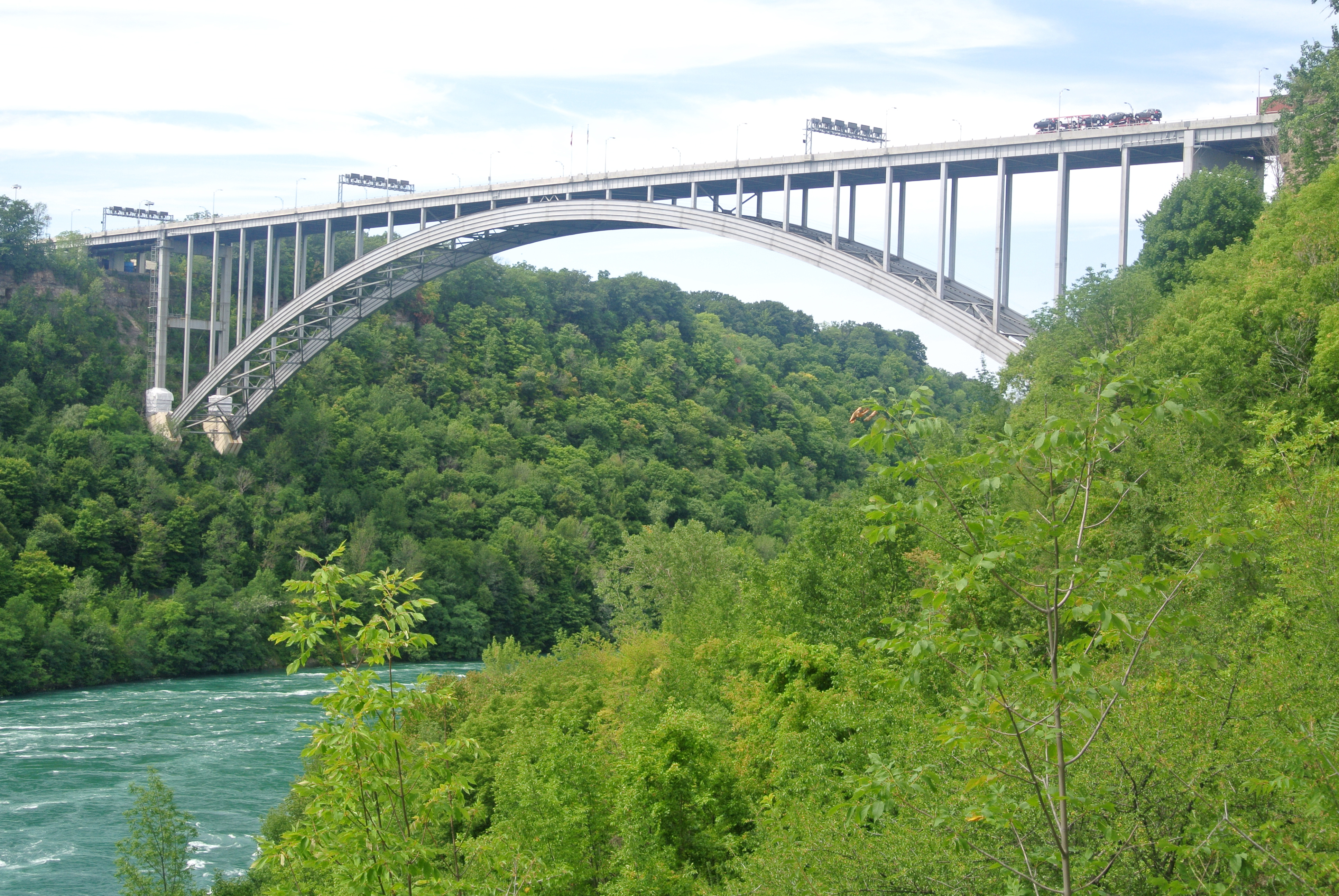

Die Lewiston–Queenston Bridge, auch  Queenston–Lewiston Bridge genannt, ist eine Straßenbrücke zwischen Kanada und den Vereinigten Staaten,  die die amerikanische Stadt Lewiston (New York) im Bundesstaat New York mit dem kanadischen Ort Queenston in der Provinz Ontario auf der anderen Seite des Niagara River verbindet.
Die Lewiston–Queenston Bridge wurde gebaut, als die etwa 1,1 km flussabwärts gelegene zweite Lewiston–Queenston Suspension Bridge dem Verkehr nicht mehr gewachsen war. Sie ist neben der Peace Bridge die einzige Brücke über den Niagara River, die für Schwerlastverkehr zugelassen ist, da die Rainbow Bridge nur von Pkw benutzt werden darf. Sie überquert außer dem Fluss auch den Niagara Parkway auf der kanadischen Seite und den Robert Moses Parkway auf der amerikanischen Seite. An den beiden Enden der Brücke befinden sich ausgedehnte Plazas für die Grenzabfertigung. Maut wird nur in Richtung Kanada kassiert. Es gibt zwar keine NEXUS-Grenzabfertigung, aber einen NEXUS-Fahrstreifen in Richtung USA. Die Brücke hat fünf Fahrstreifen, aber keine Gehwege. Der mittlere Fahrstreifen kann je nach Bedarf für die eine oder andere Richtung freigegeben werden. Sie wird von der Niagara Falls Bridge Commission betrieben.
Die Lewiston–Queenston Bridge ist die letzte Brücke über den Niagara River vor seiner Mündung in den Ontariosee.
Etwa einen Kilometer flussaufwärts befinden sich zwei fast gegenüberliegende Kraftwerke, das Kraftwerk Robert Moses Niagara der New York Power Authority und das kanadische Kraftwerk Sir Adam Beck.

## Technische Einzelheiten
Die Lewiston–Queenston Bridge wurde von Hardesty & Hanover geplant, demselben Ingenieurbüro, das 21 Jahre zuvor die Rainbow Bridge unter ihrem damaligen Namen Wadell & Hardesty entworfen hatte. Sie ist zwar keine direkte Kopie der älteren Brücke, hat aber ähnliche Abmessungen und sieht fast genauso aus. Der Bau begann am 2. November 1960; am 1. November 1962 wurde die Brücke dem Verkehr übergeben.
Die Lewiston–Queenston Bridge ist eine eingespannte Stahl-Bogenbrücke mit aufgeständerter Fahrbahn. Das gesamte Brückenbauwerk einschließlich der Vorbrücken über die beiden Straßen ist 488 m (1600 ft) lang. Das Brückendeck der Bogenbrücke ist zwischen den Dehnungsfugen über den äußeren Stützen 315 m (1035 ft) lang. Die Fundamente dieser Stützen bilden zusammen mit den auskragenden Kämpfern einen großen Betonblock. Die Spannweite des Brückenbogens ist daher mit 305 m (1000 ft) etwas kürzer als das Brückendeck. Der Brückenbogen besteht aus zwei stählernen Hohlkästen mit einer Bauhöhe von 4 m, die durch Dreiecksverbände gegeneinander ausgesteift sind. Die Oberkante des Brückendecks befindet sich 113 m über dem Wasser des Flusses.